# Keyline-Design

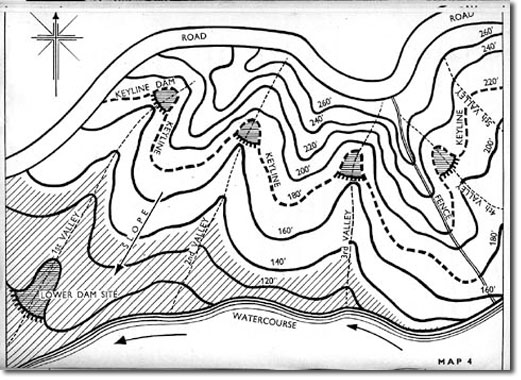
Einem Höhenprofil folgende „Keyline“; an deren Spitzen kleine Wasser-Reservoires

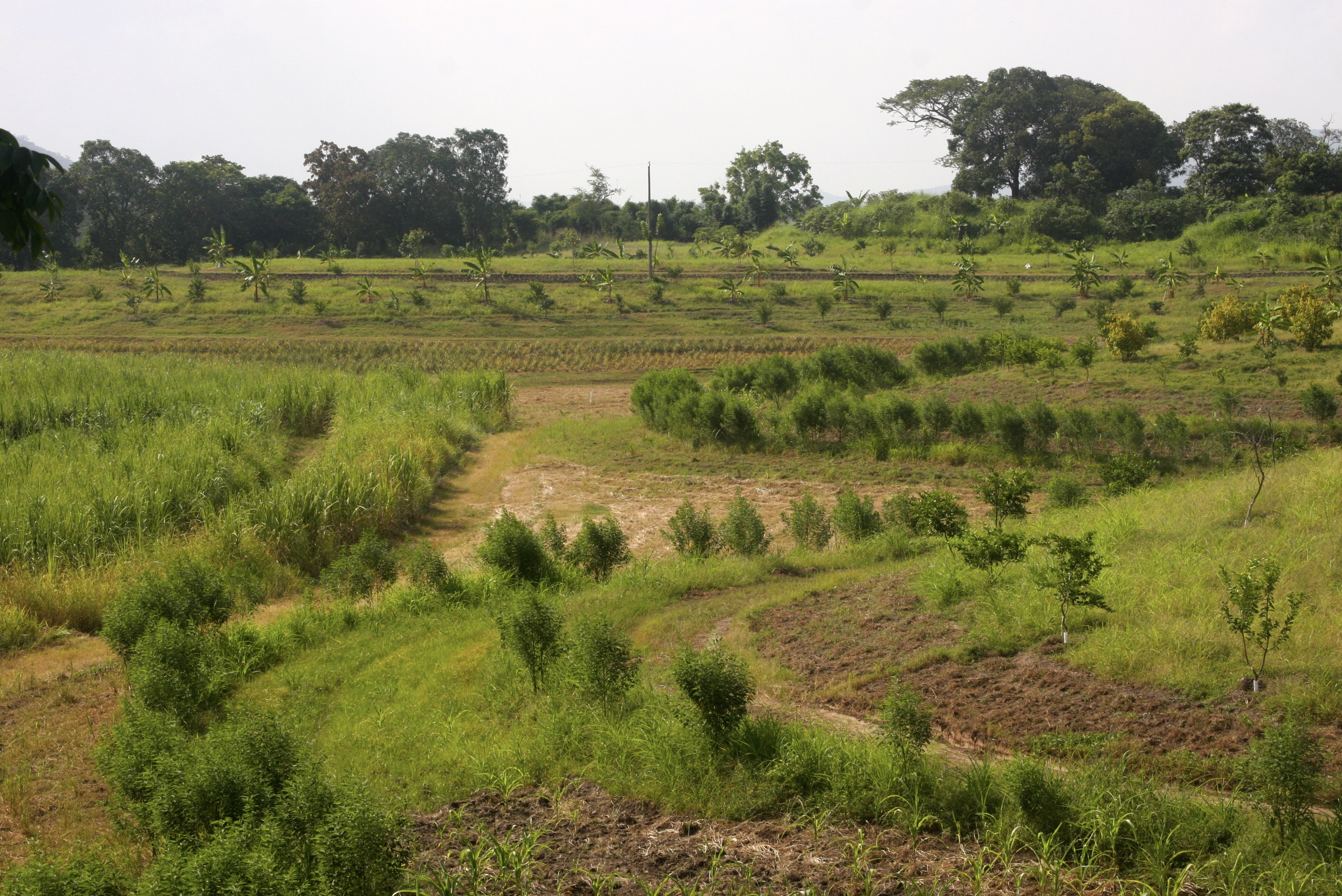
Keylines mit in frischem Grün sprießenden Zwischenstreifen
(San Ricardo-Ranch, Oaxaca, Mexiko, August 2014)

Der anglo-amerikanische Begriff Keyline-Design (zu deutsch „Schlüssellinienkultur“ oder -Design) bezeichnet eine Landschaftsgestaltungstechnik zur Optimierung der Wasserressourcen eines Landstrichs bzw. zu dessen Bewässerung.
Die „Keylines“ bzw. „Schlüssellinien“ sind dabei zunächst topografische Linien: Sie folgen dem Verlauf der jeweiligen Höhenlinien, um Wasser mit einem Gefälle von 1 bis 1,5 % zum Scheitelpunkt der nächst unterhalb gelegenen Höhenlinie zu leiten. Dieses Wasser würde sonst aus der geneigten Fläche bzw. aus Hanglagen abfließen, ginge dabei verloren und verursachte Erosion. Die Methode ist sanfter und einfacher umzusetzen als Gelände-Terrassierung zur Bewirtschaftung und zum Wasserrückhalt; mit der an das jeweilige Gelände angepassten Linienführung zur Verstärkung der Tiefensickerung kann also Dürren und Erosion vorgebeugt und ein großer Beitrag zum Humus-Aufbau geleistet werden.
Bei der Umsetzung werden Landstriche anhand nach ihrer Geomorphologie analysiert, um zu erkennen, wie sich Wasser in ihnen bewegt und verteilt. Auf dieser Grundlage können z. B. Bearbeitungs- und Pflanzmuster erstellt werden, die sowohl Oberflächen- als auch Bodenwasser entlang der Geländekontur leiten können, so dass es besser aufgenommen, verteilt und gespeichert werden kann; landwirtschaftlich genutzte Flächen können konstanter mit Wasser versorgt, bei einer Anwendung im größeren Stil ganze Landstriche abgekühlt und die Regenwahrscheinlichkeit erhöht werden. Dabei beinhaltet das System umfangreiche Planungsaspekte, die auf verschiedenen Ebenen wie z. B. Energieversorgung, Bodenfruchtbarkeit, Befahrung, Erschließung usw. eine nachhaltige Bewirtschaftung stärken.
Das System wird dabei als vielversprechendes Werkzeug nicht nur zur Abmilderung der menschengemachten weltweiten Erhitzung, sondern auch zur Bewältigung ihrer Folgen bezeichnet. (-> Klimawandelanpassung)

## Entwicklung
Erfunden und weiterentwickelt hat dieses Verfahren der australische Landwirt und Ingenieur P. A. Yeomans in seinen Büchern The Keyline Plan (1954), The Challenge of Landscape, Water For Every Farm und The City Forest.

## Anwendung

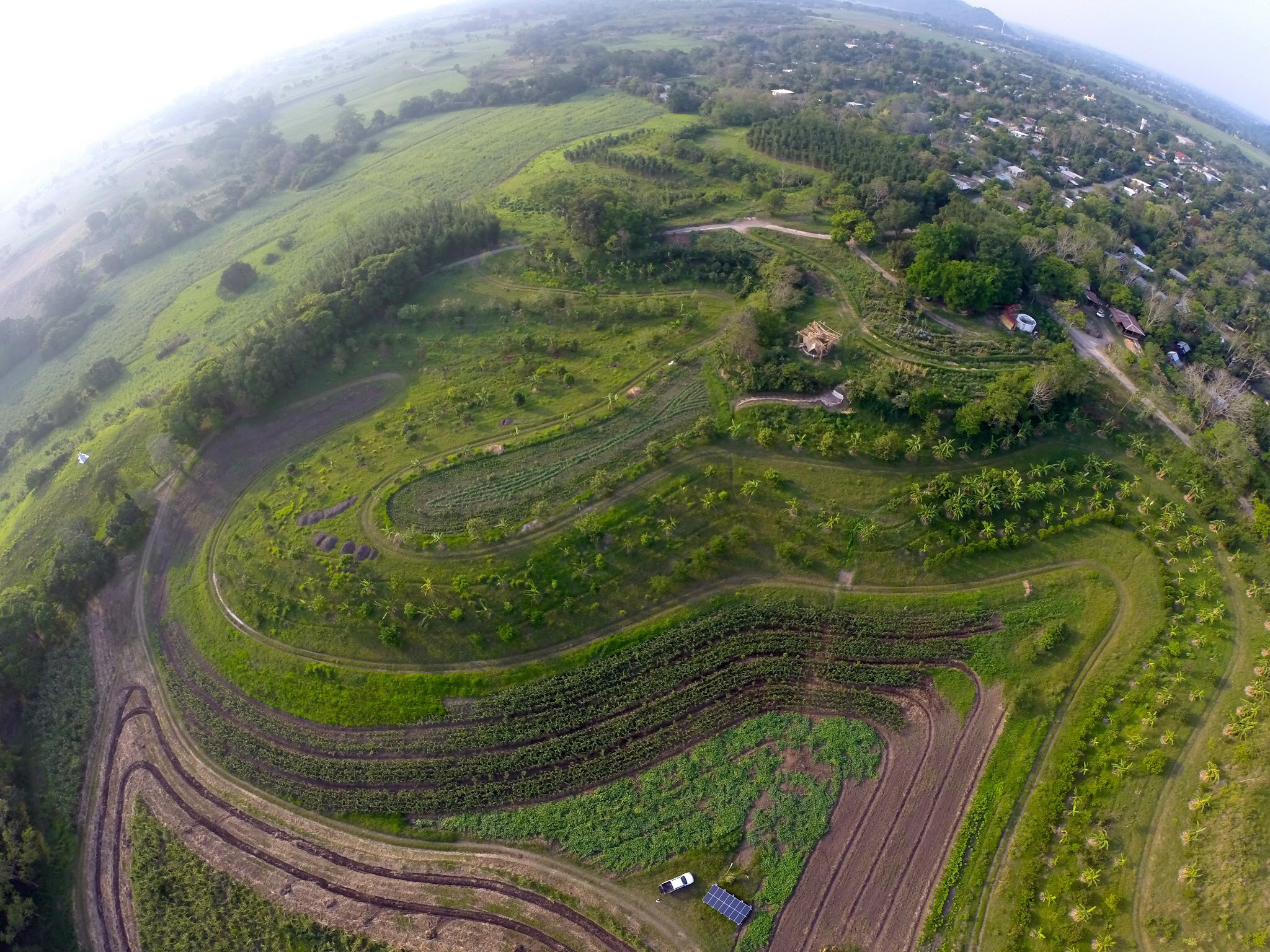
Keylines aus der Vogelperspektive (San Ricardo-Ranch, Oaxaca, Mexiko, Februar 2018)

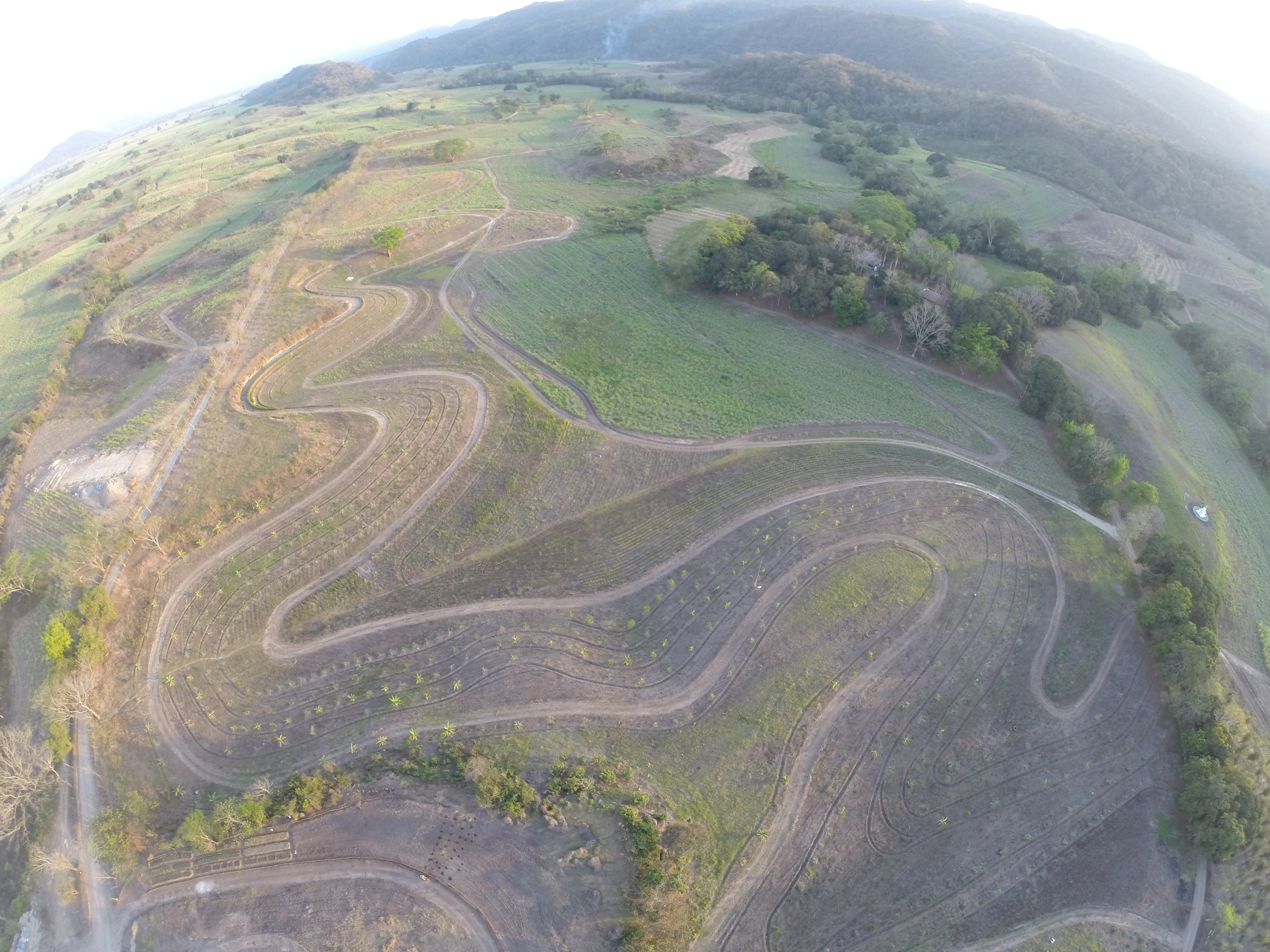
Ähnliche Keylines wie im Bild oberhalb 3,5 Jahre früher

Keyline-Design umfasst den Bau von Bewässerungsdämmen und -gräben, die mit Schleusen- und Rückhaltungen zur Schwerkraftbewässerung mit Lager- und Oberflächenwasser verbunden sind. Die Wassergräben können miteinander verbunden werden, um die Einzugsgebiete von Dammbauwerken zu erweitern, die Wasserhöhen zu erhalten und Oberflächenabfluss in die effizientesten Rückhaltungen zu leiten. Wegetrassen folgen sowohl Kammlinien als auch Wasserkanälen, um die Fortbewegung im entsprechenden Gelände zu erleichtern.
Die Grundlage Yeomans' Systems ist die Keyline Scale of Permanence (KSOP, „Keyline-Skala der Kontinuität“) als Ergebnis 15-jähriger Experimente auf seinen Geländen Yobarnie und Nevallan; sie identifiziert die Umwelteinflüsse typischer landwirtschaftlicher Betriebe und ordnet sie nach ihrer Bedeutung und Fortdauer:
1. Klima
2. Landschaft (Topographie)
3. Wasserversorgung
4. Straßen und Zugangsmöglichkeiten
5. Bäume
6. Strukturen (Gebäude)
7. (Unterteilende) Abgrenzungen bzw. Einfriedungen, z. B. Zäune
8. Boden

Keyline Design berücksichtigt diese Aspekte bei der Planung und Platzierung von Wasserspeicherelementen, Straßen, Bäumen, Gebäuden und Zäunen. Auf hügeligem Land beinhaltet das Keyline-Design die Identifizierung von Graten, Höhenzügen, Tälern und natürlichen Wasserläufen sowie deren Gestaltung zur Optimierung von Wasserspeicherstandorten mit dem Konstruieren von Verbindungskanälen. Die identifizierten natürlichen Wasserlinien beschreiben die möglichen Standorte für verschiedene weniger dauerhafte Elemente wie Straßen, Zäune, Bäume und Gebäude, welche das natürliche Potenzial des betreffenden Geländes optimieren können.

### Schlüsselpunkt
In einem glatten, grasbewachsenen Tal wird ein Schlüsselpunkt („Keypoint“) identifiziert, an welchem der niedrigere und flachere Teil des ursprünglichen Talbodens höher wird. Die Schlüssellinie dieses Tals wird bestimmt, indem eine Konturlinie fixiert wird, die dem natürlichen Verlauf des Tals durch den Schlüsselpunkt entspricht, sodass alle Punkte auf der Schlüssellinie auf derselben Höhe wie der Schlüsselpunkt liegen. Konturpflügen sowohl über als auch unter der Schlüssellinie und parallel dazu ist zwar an sich unkonturierend, aber das sich entwickelnde Muster neigt dazu, den Regenwasserabfluss von der Mitte des Tals umzulenken und dabei auch die Boden-Erosion zu verhindern.
Die Kultivierung nach Keylines für die Kammlinien erfolgt parallel zu geeigneten Konturen, jedoch nur auf der hohen Seite ihrer Hauptlinie. Dies entwickelt per se ein Muster der „Off-Contour-Bewirtschaftung“, bei der alle im Boden gemachten Pflug-Risse zur Mitte des Kamms hin abfallen.
Dieses Anbaumuster gibt anfallendem Wasser mehr Zeit zum Versickern. Die Kultivierung nach dem Keyline-Muster ermöglicht auch eine kontrollierte Flutbewässerung von hügeligem Land, was die Entwicklung von tiefgründigen, fruchtbaren Böden erhöht.
In vielen Ländern einschließlich Australien ist es von entscheidender Bedeutung, die Versickerung von Niederschlägen zu verbessern; Keyline-Design erreicht dies, indem die Konzentration von erodierenden Abflüssen verzögert wird. Yeomans' Technik unterscheidet sich dabei in mehreren wichtigen Punkten vom herkömmlichen Konturpflügen: Zufälliges Konturpflügen wird auch von der Geländeform abweichen, normalerweise mit dem gegenteiligen Effekt auf den Abfluss: Dass es schnell von Graten abfließt und sich in Rinnen und Tälern konzentriert. Die Grenzen traditioneller Bodenbearbeitung waren mit dem Ansatz der „sicheren Entsorgung“ von landwirtschaftlichem Wasser eine wichtige Motivation für die Entwicklung des Keyline-Designs.

## Zusammenhänge

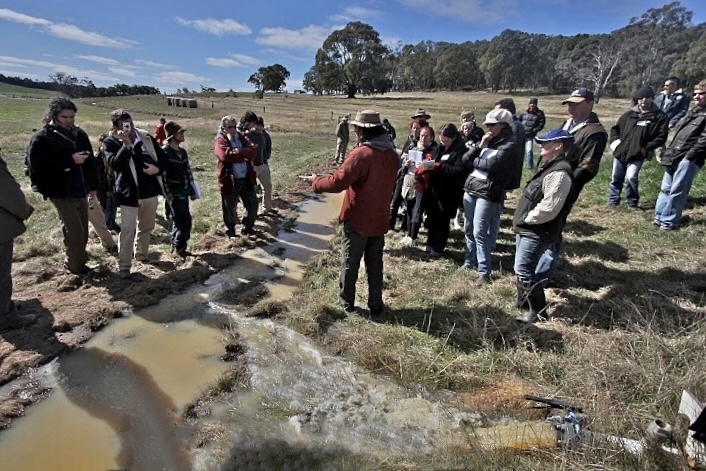
Bei einem „Keyline“Workshop mit Darren Doherty auf der (Central Victoria, Australien): Man beobachtet den Wasserfluss, nachdem die Wehre an den kleinen Reservoirs geöffnet wurden

David Holmgren, einer der Permakultur-Begründer, verwendete Yeomans' Keyline-Design ausgiebig bei der Formulierung seiner Prinzipien zur Permakultur und Gestaltung nachhaltiger menschlicher Siedlungen und Bio-Farmen.
Darren J. Doherty verwendet Keyline-Design als Grundlage für sein Landwirtschafts-Netzwerk, das er als Überarbeitung und Synthese des Systems, für Permakultur, ganzheitlichem Management und mehreren anderen innovativen und humanökologischen Netzwerken zu einem kohärenten prozessbasierten System für Design und Management erneuerbarer Ökonomie betrachtet (-> z. B. Kreislaufwirtschaft). Ein topografisches Beispiel für das Keyline-Design ist unter 37,159154 ° S 144,252248 ° E) zu finden.
Keyline-Design umfasst auch Grundsätze zur schnellen Verbesserung der Bodenfruchtbarkeit; sie werden vor allem von Yeomans' Sohn Allan erforscht. Er und seine Brüder waren auch maßgeblich an der Konstruktion und Produktion von Spezialpflügen und anderen Geräten für den Keyline-Anbau beteiligt.

## Weiterentwicklung: Wässerliniensystem

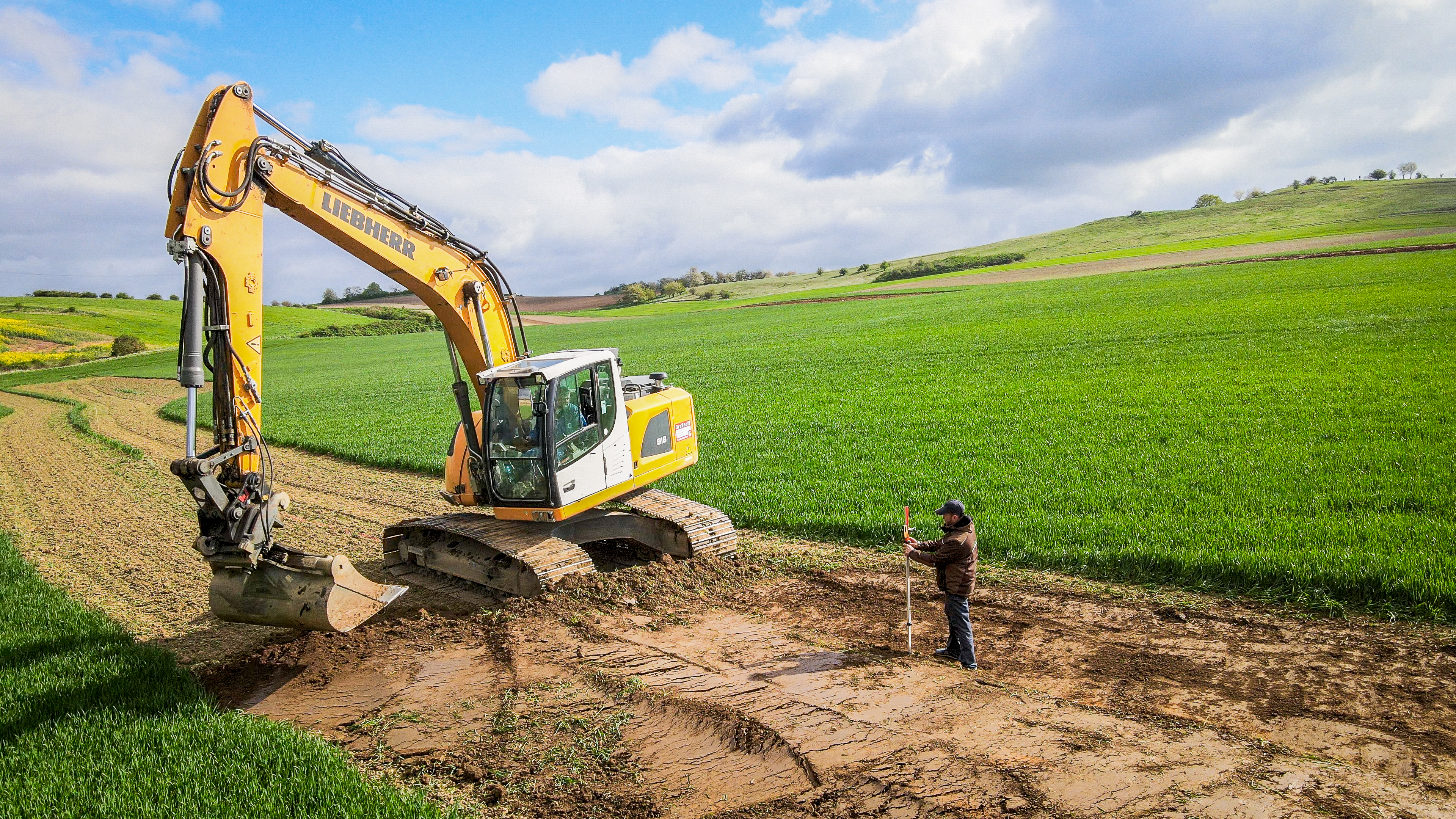
Wässerliniensystem nach Dr. Philipp Gerhardt als Weiterentwicklung des Keyline-Designs.
Foto vom Landwirtschaftsbetrieb Schreiber GbR in Neindorf, LK Wolfenbüttel.

Eine Weiterentwicklung des klassischen Keyline-Designs stammt von Dr. Philipp Gerhardt (* 1983). Aus seinen praktischen Versuchen zog er den Schluss, dass die Strukturen, die aus Schlüsselpunkt und Schlüssellinie entwickelt werden, weder aus Sicht der landwirtschaftlichen Bearbeitung, noch für die Verteilung und Versickerung von Starkregen gut funktionieren. Er ersetzte die ursprüngliche Methode (Keypoint und Keyline) durch frei gestaltete Wässerlinien. Dieser neue, iterative Ansatz wird auch als Individualliniensystem bezeichnet. Diese Methode wird unter anderem von der Deutschen Agroforst GmbH angewandt und soll die Probleme der klassischen Keyline-Struktur lösen.
Unterschiede zum klassischen Keyline-Design
Das Wässerliniensystem unterscheidet sich in mehreren Aspekten vom ursprünglichen Keyline-Design:
- Vertikale Anpassung: Anstatt starrer Parallelen werden die Gräben, die Oberflächenabflüsse oder zugeführtes Wasser leiten und versickern, individuell an das Gelände angepasst. Dadurch werden die im klassischen System problematischen unkontrollierten Abflüsse an zufälligen Tiefpunkten vermieden.[11]
- Hydrologische Optimierung und schadlose Ableitung: Jeder Graben wird hinsichtlich seiner Wasserleitfähigkeit überprüft, um ungewollte Abflusskonzentrationen und Erosion zu vermeiden. Er folgt einem eigenen Höhenplan, der Leitung, Versickerung und ggf. eine schadlose Ableitung bei Extremniederschlagsereignissen gewährleistet.[9]
- Integration mit Agroforst und Parallelbearbeitung: Durch eine gezielte Einbindung von Gehölzstreifen in den Flächenzuschnitt wird eine höhere Flächeneffizienz erreicht, da für die Bodenbearbeitung keine Verschnittflächen entstehen.[12]

Ein erfolgreiches Praxisbeispiel für das Wässerliniensystem ist der Landwirtschaftsbetrieb Schreiber GbR in Neindorf, Landkreis Wolfenbüttel, wo das System zur Vermeidung von Sturzfluten und zur Verbesserung der Bodenfeuchtigkeit eingesetzt wird. Ähnliche Projekte zur Kombination von Agroforst und Wassermanagement werden auch in Trendelburg-Gottsbüren in Hessen erprobt, wo Gehölzpflanzungen als Hochwasserschutz dienen.
Vorteile des Wässerliniensystems
Gegenüber der klassischen Methode (Keypoint und Keyline) bietet das Wässerliniensystem einige Vorteile für die landwirtschaftliche Praxis:
- Die entstehenden Bearbeitungsmuster haben weite und gut fahrbare Kurvenradien.
- Agroforstkulturen können besser integriert werden.[15]
- Parallele Bearbeitungen im Ackerbau bleiben erhalten, was für landwirtschaftliche Maschinen von Bedeutung ist.[15]
- Untersuchungen zeigen, dass mit Agroforstkulturen Ackerbauerträge stabilisiert oder sogar gesteigert werden können.[12]
- Agroforstsysteme mit Keyline-Strukturen können helfen, Extremwetterereignisse besser zu bewältigen[15] – vorausgesetzt, die Strukturen bieten wie beim Wässerliniensystem genug Retentionsvolumen und eine sichere Verteilung.[16]

### Percival A. Yeomans
- 1954: The Keyline Plan. Sidney Waite & Bull, OCLC 21106239
- 1958: The Challenge of Landscape : the development and practice of keyline. Sydney NSW Keyline, OCLC 10466838
- 1971: The City Forest.[1] Keyline Designs, ISBN 0-9599578-0-4
- 1973: Water for Every Farm: A practical irrigation plan for every Australian property. W. o., K.G. Murray, ISBN 0-646-12954-6, ISBN 0-909325-29-4
- Mit K. B. Yeomans, 1993: Water for Every Farm — Yeomans Keyline Plan. Keyline Designs, ISBN 0-646-12954-6; 2002 ISBN 0-646-41875-0; 2008 ISBN 978-1-4382-2578-4
- 2005: Priority One: Together we Can Beat Global Warming. ISBN 0-646-43805-0

### Weitere
- Niklas Kullik: Entwicklungsszenario der landwirtschaftlichen Flächennutzung durch ein Keyline Kultivierungsmuster: Die Gemeinschaft Schloss Tempelhof in Deutschland. (leuphana.de).
- J. MacDonald-Holmes: Geographical and Topographical Basis of Keyline.
- L. Spencer, 2006: Keyline and Fertile Futures.
- Justin G. Ryan, Clive A. McAlpine, John A. Ludwig, 2010: Integrated vegetation designs for enhancing water retention and recycling in agroecosystems. Landscape Ecology 25, 2010, S. 1277–1288
- Justin G. Ryan u. a., 2015: Modelling the Potential of Integrated Vegetation Bands (IVB) to Retain Stormwater Runoff on Steep Hillslopes of Southeast Queensland, Australia. In: Land 4 2015, S. 711–736